# Sävsjön, Västerbotten
Sävsjön är en sjö i Vindelns kommun i Västerbotten och ingår i Umeälvens huvudavrinningsområde. Sjön har en area på 0,384 kvadratkilometer och ligger 270,3 meter över havet. Sjön avvattnas av vattendraget Sävsjöbäcken.

## Delavrinningsområde
Sävsjön ingår i det delavrinningsområde (717329-167748) som SMHI kallar för Namn saknas. Medelhöjden är 313 meter över havet och ytan är 15,27 kvadratkilometer. Det finns inga avrinningsområden uppströms utan avrinningsområdet är högsta punkten. Sävsjöbäcken som avvattnar avrinningsområdet har biflödesordning 4, vilket innebär att vattnet flödar genom totalt 4 vattendrag innan det når havet efter 164 kilometer. Avrinningsområdet består mestadels av skog (77 procent) och sankmarker (14 procent). Avrinningsområdet har 0,63 kvadratkilometer vattenytor vilket ger det en sjöprocent på 4,1 procent.